# Le Monstre (novella, 1898)
 (décembre 2020).
La mise en forme du texte ne suit pas les recommandations de Wikipédia : il faut le « wikifier ».
Les points d'amélioration suivants sont les cas les plus fréquents. Le détail des points à revoir est peut-être précisé sur la page de discussion.
- Les titres sont pré-formatés par le logiciel. Ils ne sont ni en capitales, ni en gras.
- Le texte ne doit pas être écrit en capitales (les noms de famille non plus), ni en gras, ni en italique, ni en « petit »…
- Le gras n'est utilisé que pour surligner le titre de l'article dans l'introduction, une seule fois.
- L'italique est rarement utilisé : mots en langue étrangère, titres d'œuvres, noms de bateaux, etc.
- Les citations ne sont pas en italique mais en corps de texte normal. Elles sont entourées par des guillemets français : « et ».
- Les listes à puces sont à éviter, des paragraphes rédigés étant largement préférés. Les tableaux sont à réserver à la présentation de données structurées (résultats, etc.).
- Les appels de note de bas de page (petits chiffres en exposant, introduits par l'outil «  Source ») sont à placer entre la fin de phrase et le point final[comme ça].
- Les liens internes (vers d'autres articles de Wikipédia) sont à choisir avec parcimonie. Créez des liens vers des articles approfondissant le sujet. Les termes génériques sans rapport avec le sujet sont à éviter, ainsi que les répétitions de liens vers un même terme.
- Les liens externes sont à placer uniquement dans une section « Liens externes », à la fin de l'article. Ces liens sont à choisir avec parcimonie suivant les règles définies. Si un lien sert de source à l'article, son insertion dans le texte est à faire par les notes de bas de page.
- La présentation des références doit suivre les conventions bibliographiques. Il est recommandé d'utiliser les modèles {{Ouvrage}}, {{Chapitre}}, {{Article}}, {{Lien web}} et/ou {{Bibliographie}}. Le mode d'édition visuel peut mettre en forme automatiquement les références.
- Insérer une infobox (cadre d'informations à droite) n'est pas obligatoire pour parachever la mise en page.

Pour une aide détaillée, merci de consulter Aide:Wikification.
Si vous pensez que ces points ont été résolus, vous pouvez retirer ce bandeau et améliorer la mise en forme d'un autre article.
Ne doit pas être confondu avec Le Monstre (nouvelle, 1948).
Pour les articles homonymes, voir Le Monstre.
Le Monstre (titre original en anglais : The Monster), qui existe aussi en français sous le titre Le Visage incendié, est un roman court de l'écrivain américain Stephen Crane paru dans sa version originale en 1898. L'histoire se déroule dans la petite ville fictive de Whilomville, située dans l'état de New York. Un cocher afro-américain nommé Henry Johnson, qui travaille pour le médecin de la ville, le Dr Trescott, se retrouve horriblement défiguré après avoir sauvé le fils de Trescott d'un incendie. Alors que Henry devient un « monstre » aux yeux des habitants, Trescott fait le serment de s'occuper de lui et de le protéger, provoquant l'ostracisme de sa famille. Le roman offre une réflexion sur la fracture sociale et les tensions ethniques dans l’Amérique du XIXe siècle.
Pour imaginer la ville fictive de Whilomville, que l'on retrouve dans quatorze autres de ses récits, Crane a puisé dans ses souvenirs de Port Jervis, une petite ville de l'état de New York où il vécut quelques années dans sa jeunesse, avec sa famille. Il s'est probablement inspiré de plusieurs habitants de cette ville qui présentaient le même type de défiguration, même si les critiques modernes ont établi de nombreux liens entre le récit et le lynchage à Port Jervis d'un homme afro-américain nommé Robert Lewis, survenu en 1892 . Réflexion sur les préjugés, la peur et l'isolement dans le contexte d'une ville moyenne, la novella fut publiée pour la première fois dans Harper's Magazine en août 1898. Un an plus tard, elle parut à nouveau au sein du dernier recueil publié du vivant de Crane, The Monster and Other Stories.
Écrite dans un style plus précis et moins dramatique que les deux œuvres majeures qui l'ont précédée (Maggie: fille des rues et La Conquête du courage), la novella Le Monstre diffère des autres histoires situées à Whilomville par sa portée et sa longueur. Outre l'étude paradoxale de la monstruosité et de la difformité, elle aborde notamment les thèmes de la question raciale et de la tolérance. Bien que la novella et le recueil aient suscité des réactions mitigées de la part des critiques contemporains, Le Monstre est maintenant considérée comme l'une des plus grandes œuvres de Crane.
Deux versions de ce récit existent en français. Une première traduction, de la femme de lettres québécoise d'origine belge Paule Noyart, paraît à Bruxelles en 1991 aux éditions Complexe sous le titre Le Visage incendié. Une deuxième traduction titrée Le Monstre et signée Claude Dorey, docteur en littérature américaine, est parue aux éditions parisiennes Michel Houdiard en 1998. Une troisième traduction, sous le même titre, due à Martial Doré, est parue en décembre 2021, aux Éditions Sillage.

## Contexte et rédaction
Crane commença à écrire Le Monstre en juin 1897 alors qu'il vivait à Oxted, en Angleterre, avec sa partenaire de longue date Cora Taylor. Malgré son succès récent - La Conquête du courage avait fait l'objet de quatorze tirages aux États-Unis et six en Angleterre - Crane commençait à manquer d'argent. Pour échapper à la misère, il se mit à travailler à un rythme effréné et écrivit de manière prolifique tout à la fois pour les marchés anglais et américain. Il confia rétrospectivement avoir écrit Le Monstre « sous l'impulsion d'un grand besoin », car il était désespérément à la recherche de fonds. Au mois d'août de la même année, Crane et Cora furent blessés dans un accident de voiture alors qu'ils rendaient visite à leur ami Harold Frederic et à sa maîtresse Kate Lyon à Homefield, dans le district londonien de Kenley. Après une semaine de convalescence, ils partirent en compagnie du couple en vacances en Irlande, où Crane acheva l'écriture de la novella.

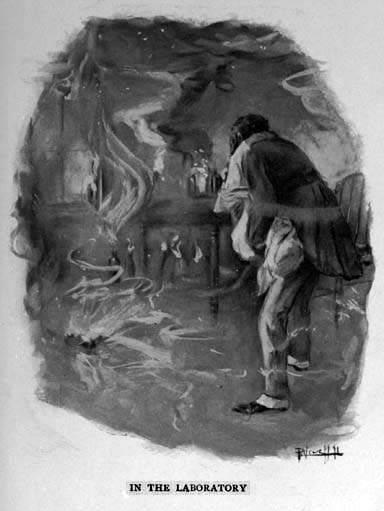
Illustration de Henry Johnson sauvant Jimmie de l'incendie, par Peter Newell

C'est dans Le monstre qu'apparaît pour la première fois la ville fictive de Whilomville, qui servira finalement de décor à quatorze histoires, dont treize figureront dans l'anthologie Whilomville Stories publiée en 1900. Whilomville est inspirée de Port Jervis, petite ville de l'état de New York où l'auteur vécut entre l'âge de six et onze ans. En 1880, Crane et sa mère déménagèrent dans le New Jersey à Asbury Park. Néanmoins, jusqu'en 1896, il séjourna fréquemment chez son frère aîné, William Howe Crane, qui résidait à Port Jervis. Crane a avoué à ses éditeurs que s'il n'avait pas hésité à se servir de Port Jervis comme source d'inspiration lors de l'écriture de Le Monstre, il tenait toutefois à ce que les habitants de sa ville natale ne puissent pas se reconnaitre dans la ville fictive de Whilomville. En ce qui concerne les inspirations des personnages de la novella, plusieurs théories s'affrontent. Alors que Thomas Beer, le biographe de Crane, affirmait avoir trouvé le prototype de Henry Johnson en la personne de Levi Hume, un « teamster » (à l'origine, ce terme d'anglais américain désignait les conducteurs d'attelage) de Port Jervis, la nièce de Crane, Edna Crane Sidbury, croyait que le personnage défiguré était plutôt inspiré d'un éboueur local au visage abîmé par le cancer. Dans Black Frankenstein: The Making of an American Metaphor, Elizabeth Young a émis l'hypothèse que Crane pourrait également avoir été influencé par les freak shows, et notamment les attractions populaires telles que Zip the Pinhead, de son vrai nom William Henry Johnson, et Joseph Merrick, aussi appelé Elephant Man. Il est également possible que Crane ait trouvé une inspiration thématique dans la pièce Un ennemi du peuple de Henrik Ibsen, qui met en scène un médecin ostracisé par sa communauté. En effet, bien qu'elle ait été publiée pour la première fois en 1882, elle ne devint populaire aux États-Unis qu'au milieu des années 1890.
Les critiques modernes relient le thème de la division raciale exploité dans la novella à un épisode violent de l'histoire de Port Jervis. Le 2 juin 1892, un homme afro-américain nommé Robert Lewis fut lynché pour avoir prétendument agressé une femme blanche de la région. Sur le chemin de la prison de Port Jervis, Lewis fut attaqué par une foule de plusieurs centaines d'hommes blancs qui le frappèrent et traînèrent son corps dans les rues de la ville avant de le pendre à un arbre. William Howe Crane, qui résidait à proximité de l'endroit du lynchage, fut l'un des rares hommes, avec le chef de la police, qui tentèrent d'intervenir. Stephen Crane n'était pas présent lors de l'incident, mais des comptes rendus détaillés furent publiés à la fois dans la Port Jervis Gazette et dans le New-York Tribune, auquel l'écrivain contribuait à l'époque. La Gazette décrivit le lynchage de Lewis comme « l'un des actes les plus honteux jamais perpétrés à Port Jervis » et l'activiste Ida B. Wells fit campagne pour que l'on enquête sur le meurtre et que l'on étudie la théorie répandue selon laquelle un piège avait été tendu à Lewis. Sur les 1 134 lynchages signalés ayant eu lieu aux États-Unis entre 1882 et 1899, Lewis fut le seul homme noir à avoir été lynché dans l'état de New York,.
Crane envoya d'abord son manuscrit de plus de 21 000 mots à McClure's, ainsi que plusieurs autres ouvrages dont « The Bride Comes to Yellow Sky », mais il ne fut publié que près d'un an plus tard. Après avoir été finalement rejeté par McClure, Le Monstre parut dans le numéro d'août 1898 du Harper's Magazine avec des illustrations de Peter Newell. Un an plus tard, la novella fut publiée aux États-Unis par Harper & Brothers Publishers dans un recueil intitulé The Monster and Other Stories regroupant deux autres œuvres de Crane, « The Blue Hotel » et « His New Mittens ». La première édition britannique, qui comprenait quatre histoires supplémentaires, fut publiée en 1901.

## Résumé de l'intrigue
Après avoir été sermonné par son père, le Dr Ned Trescott, pour avoir abîmé une pivoine en jouant dans le jardin de la maison de famille, le jeune Jimmie Trescott rend visite au cocher de sa famille, Henry Johnson. Henry, qui est décrit comme « un très beau nègre » , et qui se montre amical envers Jimmie. Plus tard dans la soirée, Henry, qui s'apprête à retrouver Bella Farragut, une jeune femme qui l'aime passionnément, se promène en ville élégamment vêtu, ce qui provoque les sifflets de ses amis et les moqueries des hommes blancs de Whilomville.
Ce même soir, une grande foule se rassemble dans le parc pour écouter un groupe de musique. Soudain, un sifflement provenant de l'usine voisine retentit pour alerter les habitants qu'un feu est en cours dans le deuxième district de la ville. Les hommes rassemblent alors des charrettes munies de tuyaux et se dirigent vers l'incendie qui se propage rapidement dans la maison du Dr Trescott. Mme. Trescott est sauvée par un voisin, mais ne parvient pas à localiser Jimmie, qui est piégé à l'intérieur. Henry sort de la foule et se précipite dans la maison à la recherche du garçon, qu'il trouve indemne dans sa chambre. Incapable de faire le chemin en sens inverse, Henry porte Jimmie, enveloppé dans une couverture, jusqu'au laboratoire du médecin puis à l'escalier caché qui mène à l'extérieur. Il découvre que le feu a également bloqué cette sortie et s'effondre à côté du bureau du Dr Trescott. Plusieurs bocaux à proximité du corps d'Henry explosent sous l'effet de la chaleur, renversant des produits chimiques fondus sur le visage retourné d'Henry.
Le Dr Trescott rentre chez lui et trouve sa maison en proie aux flammes. Informé par sa femme effondrée que Jimmie est toujours à l'intérieur, il se précipite dans la maison par le passage caché du laboratoire. Il trouve Jimmie toujours enveloppé dans la couverture et le transporte à l'extérieur. Apprenant que Henry est dans la maison, le Dr Trescott entreprend d'y retourner, mais il est retenu par un autre homme qui pénètre dans la maison et en ressort avec ce qui reste de Henry Johnson : une « chose » sérieusement brûlée. Les hommes et le garçon blessés sont emmenés au domicile du juge Denning Hagenthorpe de l'autre côté de la rue pour y être soignés, mais, si l'on a bon espoir que le Dr Trescott et Jimmie se remettront de leurs blessures, Henry, lui, est déclaré condamné. On le pleure comme un héros dans toute la ville.
Cependant, Henry Johnson survit, sous l'œil vigilant du Dr Trescott qui témoigne sa gratitude en soignant l'homme qui a sauvé son fils. Hagenthorpe, un notable influent de la ville, exhorte Trescott à laisser mourir Henry, déclarant qu'il « sera désormais un monstre, un monstre parfait et probablement avec un cerveau endommagé. Personne ne peut vous observer comme je l'ai fait et ne pas savoir qu'il s'agissait pour vous d'un cas de conscience, mais j'ai peur, mon ami, que ce soit une erreur de la vertu. »  Finalement, Trescott décide de transporter Henry, que ses blessures ont défiguré, physiquement et psychologiquement, chez une famille noire de la ville. Cependant, la présence de Henry finit par gêner la famille et il doit à nouveau être déplacé. Une nuit, Henry prend la fuite et s'introduit chez divers habitants de Whilomville, laissant dans son sillage des voisins terrifiés, dont Bella Farragut qu'il tente de courtiser comme si leur dernière rencontre remontait à la veille. Rejeté partout où il va, Henry est finalement placé dans la remise à calèches de la nouvelle maison de la famille Trescott. Malgré la protection du Dr Trescott, Henry est vu comme un monstre par les habitants de la ville, qui par conséquent évitent aussi les Trescotts. Alors qu'il était auparavant l'ami d'Henry, Jimmie n'hésite pas à se moquer de lui en mettant ses amis au défi de s'approcher de l'homme défiguré. Jadis médecin éminent et respecté de Whilomville, Trescott voit sa réputation se dégrader considérablement, tout comme sa femme qui ne reçoit plus aucun visiteur.

## Style
L'histoire est racontée du point de vue d'un narrateur sélectivement omniscient qui, en apparence, choisit de divulguer ou non les éléments de l'intrigue au fur et à mesure qu'ils se produisent, plaçant le lecteur dans « un modèle d'attente ». Bien que la novella soit divisée en 24 chapitres, certains critiques, parmi lesquels Charles B. Ives, Thomas Gullason et Marston LeFrance, considèrent qu'ils sont eux-mêmes divisés en deux parties : les chapitres 1 à 9 mènent à la blessure d'Henry, tandis que les chapitres 10 à 24 dessinent la réaction de la ville. Dans son ouvrage The Colour of the Sky: A Study of Stephen Crane publié en 1989, le critique David Halliburton constate que Le Monstre affiche un style plus «châtié» et plus précis que les œuvres précédentes de Crane, qui consistaient souvent en un mélange de grivoiserie brillante et de théâtre épique. qui sont vus respectivement dans Maggie: Fille des rues et La Conquête du courage.
Edwin H. Cady considérait que Le Monstre était l'œuvre de Crane qui donnait l'aperçu le plus clair de l'écrivain qu'il aurait pu devenir s'il avait vécu plus longtemps, avec son style « efficace sur le plan technique, plein de maîtrise et de sagacité ». Le Monstre s'appuie fortement sur l'utilisation caractéristique de Crane de l'imagerie et du symbolisme. Des images et des métaphores récurrentes centrées sur la vue surgissent plusieurs fois dans le récit, notamment lorsqu'il s'agit de suggérer le manque de vision des habitants, tant au sens littéral que moral. Ils sont de plus représentés à travers une imagerie empruntant soit aux animaux ou aux machines, ce qui les fait apparaître à la fois bestiaux et irréfléchis. Le recours à la force évocatrice des couleurs est également très fréquent dans la novella. Par exemple, le feu, à la fois comme élément littéral et symbolique, occupe une place importante tout au long de l'histoire. Alors que dès 1921, certains critiques comme Edward Garnett soulignaient l'ironie massivement employée par Crane dans Le monstre, d'autres critiques tels que Michael D. Warner mettent en question l'intention de Crane et se demandent dans quelle mesure la lecture ironique découle du projet de l'auteur ou bien de son « attitude curieusement contradictoire envers ses personnages. » 
Dans son introduction à l'ouvrage Men, Women and Boats publié en 1921, l'une des premières anthologies de Crane, Vincent Starrett notait la différence de ton entre Le monstre et les quatorze autres contes que Crane place dans la ville fictive de Whilomville : « Le réalisme est douloureux, on rougit pour l'humanité. Mais si cette histoire appartient vraiment au volume intitulé Whilomville Stories, c'est à juste titre qu'elle est exclue de cette série. Les histoires de Whilomville sont de la pure comédie et Le Monstre est une tragédie hideuse. »  Quant au critique William M. Morgan, il relevait une fascination similaire dans les différentes histoires pour les « purs esprits animaux » et les « significations de l'enfance », mais distinguait la perspective de Le Monstre vers « une communauté plus grande, plus mature et plus moderne. »  Paul Sorrentino soulignait également les différences de style et remarquait la focalisation dans le récit sur les personnages adultes plutôt que les enfants, ainsi que la longueur totale de la novella qui, avec ses 21 000 mots, éclipse les autres conte de Whilomville. Cependant, il n'y a pas de consensus parmi les critiques en ce qui concerne la nature même du récit Le monstre, qui peut être considérée comme une nouvelle ou bien comme une novella. Crane l'a appelé une « novelette », et l'édition de la Library of America y fait référence comme une novella.

## Thèmes

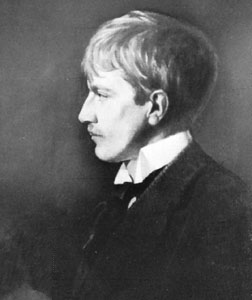
Stephen Crane en 1894; impression d'un portrait par l'artiste et ami de Stephen Crane Corwin K.Linson

La question morale est prédominante dans Le Monstre, notamment lorsqu'elle se pose en termes de compassion et de tolérance. Plusieurs critiques ont souligné l'ambivalence du point de vue véhiculé par la novella vis-à-vis de ces thèmes, en particulier en ce qui concerne le dilemme éthique auquel le Dr Trescott est confronté dans sa dévotion à Henry, qui est à la fois un homme noir et le sauveur de son fils. Comme le signale Patrick Dooley, « ce qui est en jeu dans Le Monstre, c'est que si Trescott est un homme moral, Crane a pour sa part rejeté la morale de bon sens. Cependant, si Trescott doit être applaudi et admiré pour ses actions saintes et surérogatoires, le comportement moral basique des gens ordinaires et la valeur des héros du quotidien n'auront pas été effacés pour autant. »  Le chercheur Stanley Wertheim, spécialiste de Crane, met également en évidence la duplicité morale représentée par la ville de Whilomville, qui renvoie l'image « du préjugé, de la peur et de l'isolement dans un environnement traditionnellement associé à la cordialité et à la bienveillance ».
Divers critiques ont écrit sur le traitement paradoxal des notions de déformation et de monstruosité dans le récit. Les blessures physiques qui défigurent, au sens littéral, Henry Johnson et l'enferment dans une identité de monstre font écho à la défiguration métaphorique subie par les membres de la famille Trescott qui perdent également leur visage en étant chassés de la société. Le trope de la monstruosité prend un autre sens encore lorsque les habitants se révèlent, par leurs actions, bien plus monstrueux que l'homme difforme qu'ils tâchent d'éviter. Dans son essai intitulé « Face, Race, and Disfiguration in Stephen Crane's 'The Monster' », le professeur et critique Lee Clark Mitchell pose en ces termes la question de la monstruosité dans la novella : « "Le monstre" est-il l'homme noir défiguré ou bien est-ce la ville qui vient le défigurer ? »  Selon Harold Bloom, Le Monstre constitue un exemple du « mythe de l'invasion », aggravé par le fait que le « monstre » est né de l'imaginaire collectif des habitants : le monstre Henry est « produit par leur peur de l'instabilité sociale, leurs préjugés (y compris racistes) sur l'apparence et leur passion dévorante pour les ragots et les drames ». Trescott, le seul homme de la ville à ne pas considérer Henry comme un envahisseur, se retrouve lui-aussi ostracisé par la mentalité qui règne dans la petite ville devenue frénétique.
Tout au long de l'histoire, la question raciale agit comme un thème polarisant. Comme l'écrit William M. Morgan, alors que les personnages blancs sont largement dépeints comme froids et dépourvus humour et les personnages noirs comme chaleureux et drôles, la hiérarchie raciale au sein de la ville est omniprésente. Le critique Nan Goodman met en évidence les différentes références à l'esclavage qui émaillent le récit : publiée une trentaine d'années après la Guerre civile américaine, la novella Le Monstre revisite l'héritage de l'esclavage ainsi que ses effets sur les Afro-Américains contemporains, représentés par Henry Johnson. Au début du récit, il est montré sans ambiguïté que si les habitants blancs tolèrent Henry, c'est uniquement parce qu'il « sait se tenir » et « connaît sa place » en tant qu'homme noir. Plus tard, lorsque Henry se débat au milieu de l'incendie pour sauver Jimmie, il est écrit : « il se soumettait, il se soumettait à cause de ses ancêtres, abaissant son esprit jusqu'à devenir l'esclave absolu de l'incendie. »  Cependant, bien que ses tourments soient au cœur de l'histoire, le personnage d'Henry Johnson n'est jamais vraiment étoffé. Avant l'épisode de l'incendie, il « adopte successivement les attitudes du Nègre démodé et insouciant inspiré des personnages du Minstrel Show », qui charme aussi bien les enfants que les femmes. En dépit de son héroïsme, Morgan observe que Henry ne s'éloigne pas vraiment des stéréotypes raciaux. Des critiques comme Lillian Gilkes et John R. Cooley ont souligné le faible niveau de conscience manifesté par Crane vis-à-vis de la question raciale dans Le Monstre, tout en concédant que ce « racisme inconscient » était avant tout voué à satisfaire les conventions littéraires en vigueur à la fin du XIXe siècle. Dans son essai intitulé « Blunders of Virtue: The Problem of Race in Stephen Crane's "The Monster" » publié en 2002, John Clemen fait état de la propension des critiques à « ignorer les preuves du racisme de Crane, à les expliquer par l'action d'une influence culturelle détachée de ses objectifs généraux pour mieux les rejeter, ou bien à les envisager par le prisme de son ironie de manière à créditer l'histoire et son auteur d'une perspicacité involontaire sur la question raciale. » 

## Réception et héritage

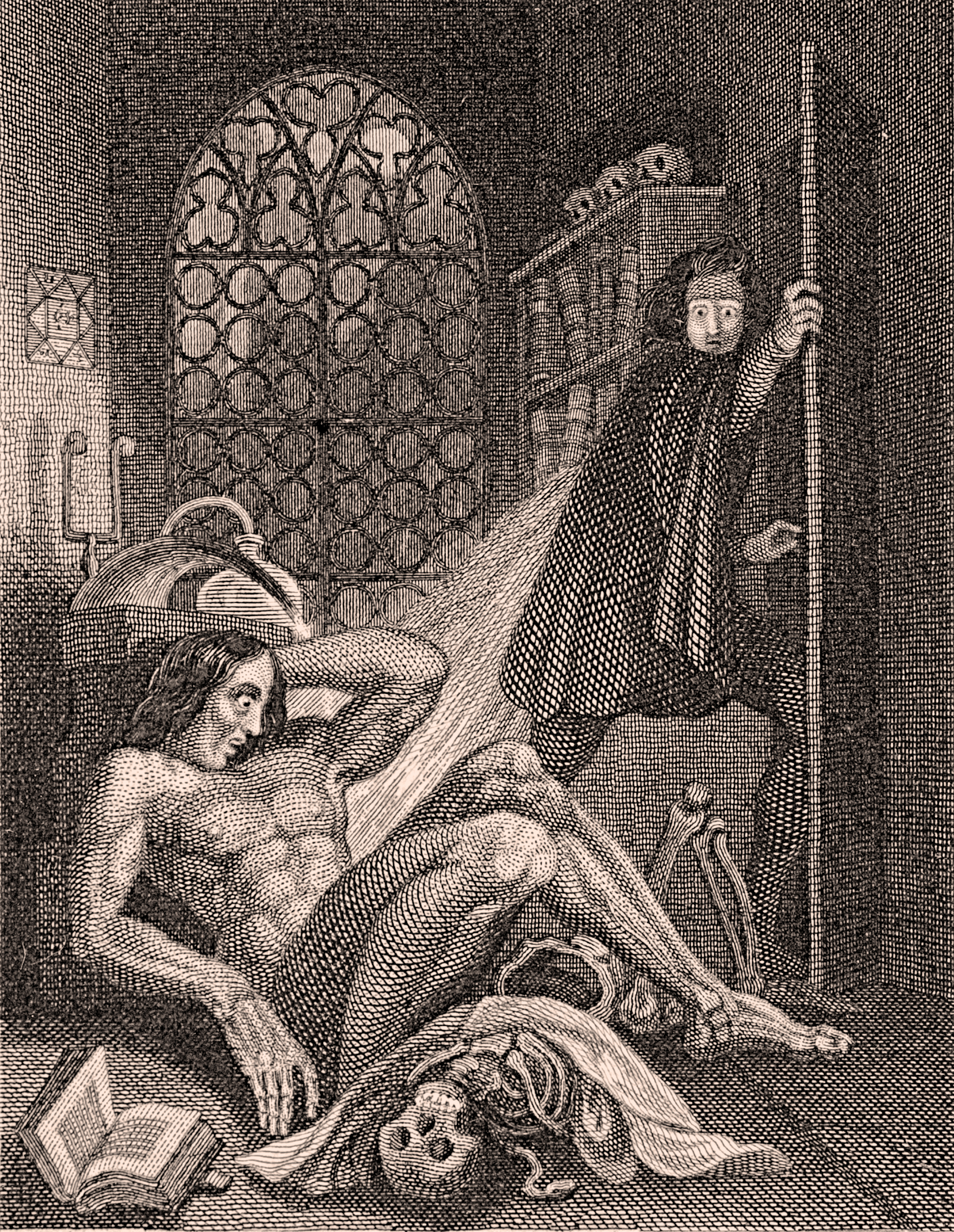
Le Monstre est parfois comparé à Frankenstein de Mary Shelley (1818).

Le Monstre suscita des critiques mitigées ou positives de la part des contemporains de Crane. Avant la publication de la novella, l'écrivain Joseph Conrad, ami proche de l'auteur qui avait pu parcourir des brouillons incomplets, lui écrivit : « cette maudite histoire me hante . . . Je pense qu'elle est bonne. »  L'écrivain William Dean Howells, un des premiers fervents défenseurs de Crane, déclara quant à lui que Le Monstre était « la plus grande nouvelle jamais écrite par un américain ». La critique publiée par The Spectator fut tout aussi élogieuse, comme le montre cet extrait : « Si M. Crane n'avait rien écrit d'autre, il aurait gagné le droit au souvenir par cette seule histoire. » 
Pour The Critic, en revanche, Le Monstre est « une histoire désagréable . . . Le récit n'est pas dénué d'humour, mais il s'agit d'un humour relativement sombre. »  Julian Hawthorne, le fils de l'écrivain Nathaniel Hawthorne, s'avéra également avoir détesté la novella, la qualifiant d' « outrage à l'art et à l'humanité ». Il a néanmoins souligné les similitudes entre le « monstre » de Crane et la créature de Victor Frankenstein dans le célèbre roman de Mary Shelley, reconnaissant que Crane, comme Shelley avant lui, était parvenu à dépeindre les tourments subis par un étranger innocent rejeté par des personnes elles-mêmes rendues monstrueuses par leurs peurs irrationnelles. Cette comparaison entre le personnage de Shelley et Henry Johnson a depuis été reprise et approfondie par différents critiques, parmi lesquels Elizabeth Young, qui s'est attachée à révéler les parallèles entre le récit de Frankenstein (dans lequel « un corps masculin subit dans le laboratoire d'un scientifique une transformation terrifiante qui le ramène à la vie ») et l'histoire racontée dans la novella. Young rappelle ainsi que Johnson est lui aussi défiguré dans le laboratoire d'un médecin, Trescott, qui le ramène d'entre les morts.
The Monster and Other Stories fut le dernier recueil de Crane publié de son vivant. Au milieu du XXe siècle, la novella suscita un regain d'intérêt critique, notamment dans le champ d'étude des relations raciales dans l'état de New-York à la fin du XIXe siècle. Selon le critique Chester L. Wolford, Le Monstre « révèle des vérités qui, presque cent ans plus tard, ne sont toujours pas socialement acceptées. Ce récit est en effet une condamnation des conditions sociales imposées aux Noirs, mais surtout, c'est une condamnation de toutes les communautés, de toutes les sociétés, de tout temps et en tous lieux. »  L'auteur afro-américain Ralph Ellison considérait Le Monstre, avec les Adventures of Huckleberry Finn de Mark Twain, comme « l'un des parents du roman américain moderne ». Dans un article publié en 1999, le critique James Nagel affirmait qu' « aucun autre roman court de la décennie n'était plus important que celui-ci sur le plan thématique, et que rien jusqu'à la parution de L'Ours de William Faulkner n'avait autant contribué à enrichir le genre des États-Unis. »  En 1959, le scénariste et réalisateur Albert Band tourne une adaptation cinématographique de la novella de Crane qu'il intitule Face of Fire, avec Cameron Mitchell dans le rôle du Dr Trescott et James Whitmore dans le rôle de Johnson. Le film présente quelques variations par rapport à l'histoire originale, et en particulier le personnage de Johnson, qui est blanc et ne s'appelle plus Henry mais Monk.

## Sources
- Bloom, Harold. 2004. American Naturalism. Philadelphia, PA: Chelsea House Publishers.  (ISBN 0-7910-7897-3).
- Church, Joseph. 1989. "The Black Man's Part in Crane's Monster", American Imago 45 (1989), 375–388.
- Cleman, John. "Blunders of Virtue: The Problem of Race in Stephen Crane's 'The Monster'". American Literary Realism, 34.2 (2002): pp. 119–134. JSTOR:27747054.
- Crane, Stephen. 1899. The Monster and Other Stories. New York, NY: Harper & Brothers Publishers.
- Dooley, Patrick K. 1993. The Pluralistic Philosophy of Stephen Crane. Urbana, IL: University of Illinois Press.  (ISBN 0-252-01950-4).
- Fried, Michael. 1989. Realism, Writing, Disfiguration: On Thomas Eakins and Stephen Crane. Chicago: U of Chicago P.  (ISBN 0-226-26211-1)
- Giles, Ronald K. "Responding to Crane's 'The Monster'". South Atlantic Modern Language Association, 57.2 (1992): pp. 45–55. JSTOR:3200217.
- Goldsby, Jacqueline Denise. 2006. A Spectacular Secret: Lynching in American Life and Literature. Chicago, IL: University of Chicago Press.  (ISBN 0-226-30137-0).
- Goodman, Nan. 1998. Shifting the Blame: Literature, Law, and the Theory of Accidents in Nineteenth-Century America. 	Princeton, NJ: Princeton University Press.  (ISBN 0-691-01199-0).
- Halliburton, David. 1989. The Color of the Sky: A Study of Stephen Crane. New York, NY: Cambridge University Press.  (ISBN 0-521-36274-1).
- Marshall, Elaine. "Crane's 'The Monster' Seen in the Light of Robert Lewis's Lynching". Nineteenth-Century Literature, 51.2 (1996): pp. 205–224. JSTOR:2933961.
- Mitchell, Lee Clark. "Face, Race, and Disfiguration in Stephen Crane's 'The Monster'". Critical Inquiry, 17.1 (1990): pp. 174–192. JSTOR:1343731.
- Monteiro, George. 2000. Stephen Crane's Blue Badge of Courage. Baton Rouge, LA: Louisiana State University Press.  (ISBN 0-8071-2578-4).
- Monteiro, George. 2009. Stephen Crane: The Contemporary Reviews. New York, NY: Cambridge University Press.  (ISBN 0-521-38265-3).
- Morgan, William M. 2004. Questionable Charity: Gender, Humanitarianism, and Complicity in U.S. Literary Realism. Hanover, NH: University Press of New England.  (ISBN 1-58465-387-6).
- Nagel, James. "The Significance of Stephen Crane's 'The Monster'". American Literary Realism, 1870–1910, 31.3 (Spring 1999): pp. 48–57. JSTOR:27746775.
- Nagel, James. "The American Short-Story Cycle and Stephen Crane's Tales of Whilomville". American Literary Realism, 32.1 (Fall 1999): pp. 35–42.
- Naito, Jonathan Tadashi. "Cruel and Unusual Light: Electricity and Effacement in Stephen Crane's The Monster". Arizona Quarterly, 62.1 (2006): pp. 35–63.
- Schaefer, Michael W. 1996. A Reader's Guide to the Short Stories of Stephen Crane. New York, NY: G.K. Hall & Co.  (ISBN 0-8161-7285-4).
- Schweik, Susan M. "Disability Politics and American Literary History: Some Suggestions". American Literary History, 20.1 (2008): 217–237.
- Sorrentino, Paul. 2006. Student Companion to Stephen Crane. Westport, CT: Greenwood Press.  (ISBN 0-313-33104-9).
- Warner, Michael D. "Value, Agency, and Stephen Crane's 'The Monster'". Nineteenth-Century Fiction, 40.1 (1985): pp. 76–93. JSTOR:3044837.
- Weatherford, Richard M. 1997. Stephen Crane: The Critical Heritage. New York, NY: Routledge.  (ISBN 0-415-15936-9).
- Weaver, Tom. 2010. A Sci-Fi Swarm and Horror Horde: Interviews with 62 Filmmakers. Jefferson, NC: McFarland & Co.  (ISBN 0-7864-4658-7).
- Wertheim, Stanley. 1997. A Stephen Crane Encyclopedia. Westport, CT: Greenwood Press.  (ISBN 0-313-29692-8).
- Wertheim, Stanley and Paul Sorrentino. 1994. The Crane Log: A Documentary Life of Stephen Crane, 1871–1900. New York, NY: G. K. Hall & Co.  (ISBN 0-8161-7292-7).
- Wolford, Chester L. 1989. Stephen Crane: A Study of the Short Fiction. Boston, MA: Twayne Publishers.  (ISBN 0-8057-8315-6).
- Young, Elizabeth. 2008. Black Frankenstein: The Making of an American Metaphor. New York, NY: New York University Press.  (ISBN 0-8147-9715-6).